# Könye Irma
Könye Irma (Zalaegerszeg, 1954. március 25. –) magyar rövidtávfutó, 25-nél is több felnőtt bajnoki címet nyert 100 és 200 méteren illetve váltókban. A Fóti gyermekvárosból 15 évesen került a Budapesti Honvédhoz, 1969-ben robbant be a magyar atlétika élvonalába.  Alig egy évvel később már válogatott atléta volt. Az 1970-es Olimpiai Reménységek tornáján, Kubában 3. lett 400 méteren, 1971-ben a 4 × 100 méteres váltó tagjaként kint volt a felnőttek Európa-bajnokságán. Az 1988-as budapesti fedett pályás Európa-bajnokságon 60 méteren 7,46-ot futott, 200 méteren pedig 23,66-ot ért el, amely minden idők második legjobb magyar eredménye. Számtalan nemzetközi viadalon győzött, magyar bajnokságot nyert serdülőként, ifiként, juniorként és felnőttként.

## Legjobb eredményei
- Fedett: 60m 7,46" 200m 23,65"
- Szabadtér: 100m 11,3- 11,60"; 200m 23,57"; 400m 53,90"; 800m 2:10,00"; 300m 37,30"

## Tanulmányai
1978-ban oklevelet szerzett a Budapesti Tanitóképző Főiskola Óvónői szakán, 1982-ben elvégezte a Testnevelési Főiskola Továbbképző Intézete (TFTI) edzőit is, azóta az egyesület utánpótlás és felnőtt (sprint) edzője.

## Díjai, elismerései
- Edzői életműdíj (Magyar Edzők Társasága) (2022)[1]